# Celmis
Celmis (en grec antic Κέλμις), va ser, segons la mitologia grega una divinitat que està relacionada amb Zeus infant, segons la tradició de Creta.
Amic de Zeus, jugava amb ell de petit, i li va ser fidel, però amb els anys Rea, la mare de Zeus, es va sentir ofesa per les bromes de Celmis i va demanar a Zeus que el convertís en un bloc de diamant, o potser d'acer. Zeus així ho va fer.